# 알론소 카노역
알론소 카노 역(스페인어: Alonso Cano)은 마드리드 지하철 7호선의 역이다. 마드리드 참베리 구의 호세 아바스칼 거리와 알론소 카노 거리가 만나는 교차로 지점에 위치해 있다. 요금구역상으로는 A구역에 속한다.

## 역사
1998년 10월 16일 7호선의 연장구간 개통으로 처음 문을 열었다. 역명은 그레나다의 화가 알론소 카노에서 따왔다.

## 환승 정보
역 주변에 시내버스 정류장이 세 곳 있다.
버스
- 시내버스
  - 5, 12번 노선 (주간)

지하철
| 마드리드 지하철                        | 마드리드 지하철       | 마드리드 지하철 |
| -------------------------------------- | --------------------- | --------------- |
| 그레고리오 마라뇬 오스피탈 델 에나레스 | 마드리드 지하철 7호선 | 카날 피티스     |